# جان بی. اوبراین
جان بی. اوبراین (انگلیسی: John B. O'Brien؛ ‏ ۱۳ دسامبر ۱۸۸۴ – ۱۵ اوت ۱۹۳۶) کارگردان فیلم و بازیگر اهل ایالات متحده آمریکا بود.
از فیلم‌ها یا برنامه‌های تلویزیونی که وی در آن نقش داشته‌است، می‌توان به لحظه سرنوشت‌ساز، زب در مقابل پاپریکا، مالی ئو، داداش‌های زیر چانه‌ای، هزینهٔ پست، صفیر ظهر، جویندگان طلا و نبرد قرن اشاره کرد.